# Jan Nepomucen Karol Liechtenstein
Jan Nepomucen Karol Liechtenstein, właśc. Johann Nepomuk Karl Borromäus Josef Franz de Paula von Liechtenstein (ur. 8 lipca 1724 w Wiedniu, zm. 22 grudnia 1748 w Vyškovie) – książę Liechtensteinu w latach 1732-1748, książę karniowski i opawski, hrabia Rietbergu.

## Życiorys
Jan Nepomucen urodził się 8 lipca 1724 w Wiedniu jako syn Józefa I i jego trzeciej żony Marii Anny von Oettingen-Spielberg. 17 grudnia 1732 roku zmarł jego ojciec i pozostawił panowanie zaledwie ośmioletniemu synowi. W związku z jego nieletniością władzę w charakterze regenta sprawował bratanek jego dziadka Antoniego Floriana – Józef Wacław I. W 1744 roku poślubił Marię Józefę von Harrach, z którą miał trójkę dzieci, jednak wszystkie zmarły w młodym wieku. Pełnoletniość, a co za tym idzie pełnię władzy osiągnął 8 lipca 1745 roku. Samodzielne rządy sprawował niespełna przez 3 lata, ponieważ ciężko chory zmarł 22 grudnia 1748 w wieku zaledwie 24 lat. W związku z jego bezdzietną śmiercią wygasła linia Antoniego Floriana, a władza przeszła na sprawującego wcześniej regencje Józefa Wacława I.